# AltaVista
AltaVista è stato un motore di ricerca ideato dalla Digital Equipment Corporation (DEC), uno dei primi motori di ricerca veloci della rete. Venne realizzato nei laboratori di ricerca a Palo Alto, in California che disponevano di elaboratori con CPU Alpha AXP con architettura hardware  a 64 bit. Dall'8 luglio 2003 è stato sostituito dal motore di ricerca Yahoo!.

## Storia
Il sistema di ricerca di pagine su Internet era un esercizio di potenza per un nuovo calcolatore; AltaVista fu, prima dell'avvento di Google, il più rapido motore di ricerca presente sul mercato, con un tempo medio di ricerca di circa 0,7 secondi. Dopo alcune prove all'interno della Digital, il 15 dicembre 1995 AltaVista fu reso disponibile al pubblico ed ebbe un successo strepitoso dovuto alla velocità di risposta, praticamente immediata. In un solo anno raggiunse la vetta dei 25 milioni di utenti mensili, superando Excite e Lycos. Un'altra caratteristica che separava il motore di ricerca dalla concorrenza era la migliore capacità di interpretazione semantica delle query. Il dominio altavista.com non apparteneva originariamente alla Digital ma ad una piccola società di software il cui sito, successivamente al lancio del motore di ricerca, cominciò a ricevere milioni di visite. Il motore di ricerca era raggiungibile al dominio altavista.digital.com.
Le vicende successive non furono tuttavia fortunate, a causa di scelte strategiche dimostratesi non appropriate e ai cambi di proprietà. Nel 1996 divenne fornitore esclusivo delle ricerche di Yahoo! (sostituito poi da Google). Nel 1998 la Digital venne acquistata dalla Compaq e AltaVista diventò un portale. Alla fine del 2002 ci fu un suo rilancio con la nascita del primo traduttore automatico nelle principali lingue europee, accessibile a tutti: Babel Fish, primo ad offrire traduzioni in tempo reale di pagine web. Fu anche il primo motore di ricerca di immagini e anche il primo motore di ricerca multilingue. L'ascesa di Google fermò questi tentativi di recupero di fette di mercato.
Nel 2003 AltaVista divenne proprietà di Yahoo!, quando questa acquisì Overture. Il database e parte delle tecnologie di ricerca di AltaVista confluirono successivamente in Yahoo! Search. Il 31 gennaio 2009 scompare dal sito la sezione di ricerca dedicata ai contenuti video. Nel 2010 Yahoo! procede alla progressiva integrazione dei propri servizi di ricerca trasformando AltaVista in una semplice interfaccia alternativa per l'accesso a Yahoo! Search. Yahoo!, sotto la guida del CEO Marissa Mayer, ha deciso di chiudere il servizio l'8 luglio 2013. La società ha deciso di chiudere altri 11 servizi fra il 28 giugno e il 28 settembre 2013.